# Aeroportul Goondiwindi
Aeroportul Goondiwindi (IATA: GOO, ICAO: YGDI) este un aeroport din Queensland, Australia ce deservește zona Goondiwindi⁠(d). A fost numit după zona deservită.
Situat la o altitudine de 217 m, aeroportul dispune de o singură pistă. Este operat de Goondiwindi Region⁠(d).